# Issoudun
Issoudun (starejše poimenovanje Issoundun) je naselje in občina v osrednji francoski regiji Center, podprefektura departmaja Indre. Leta 2009 je naselje imelo 13.230 prebivalcev.

## Geografija
Kraj leži v pokrajini Berry ob reki Théols, med 28 km oddaljenim Châteaurouxom na jugozahodu in 37 km oddaljenim Bourgesom na severovzhodu.

## Uprava
Issoudun je sedež dveh kantonov:
- Kanton Issoudun-Jug (del občine Issoudun, občine Ambrault, Bommiers, Brives, Chouday, Condé, Meunet-Planches, Neuvy-Pailloux, Pruniers, Saint-Aubin, Sainte-Fauste, Ségry, Thizay, Vouillon: 12.407 prebivalcev),
- Kanton Issoudun-Sever (del občine Issoudun, občine Les Bordes, La Champenoise, Diou, Lizeray, Migny, Paudy, Reuilly, Saint-Aoustrille, Saint-Georges-sur-Arnon, Sainte-Lizaigne, Saint-Valentin: 12.829 prebivalcev).

Naselje je prav tako sedež okrožja, v katerega sta poleg njegovih dveh vključena še kantona Saint-Christophe-en-Bazelle in Vatan s 36.130 prebivalci.

## Zgodovina
Galsko naselje Uxeldunum je bilo uničeno med Cezarjevim vojaškim pohodom in zavzetjem Galije, ki pa je bilo zaradi strateške lege kmalu ponovno zgrajeno in utrjeno.
Leta 1195 je kraj prišel v spor med francoskim kraljem Filipom Avgustom in angleškim kraljem Rihardom Levjesrčnim, ki ga je branil. 
Konec 14. stoletja je kraj postal pomembno središče Marijinega čaščenja.
S francosko revolucijo je Issoudun izgubil strateško pomembnost, njegovo vlogo pa je prevzel Châteauroux kot sedež novoustanovljenega departmaja Indre.

## Zanimivosti
- benediktinska opatija iz 10. stoletja z baziliko Notre-Dame du Sacré-Coeur,
- Stolp La Tour Blanche iz 12. stoletja, pripisan Rihardu Levjesrčnemu, je bil nedavno obnovljen in oživljen z lepo nočno predstavo, posvečeno viteštvu "Les Légendaires d'Issoudun".
- muzej Musée de l'Hospice Saint-Roch; zavzema prostor nekdanjega Hôtel-Dieu, ustanovljenega v 12. stoletju, obnovljenega v 15. stoletju.
- središče kraja s številnimi poslopji iz 15. stoletja.

## Pobratena mesta
- Notre-Dame-du-Sacré-Cœur-d'Issoudun (Québec, Kanada);